# Mládež

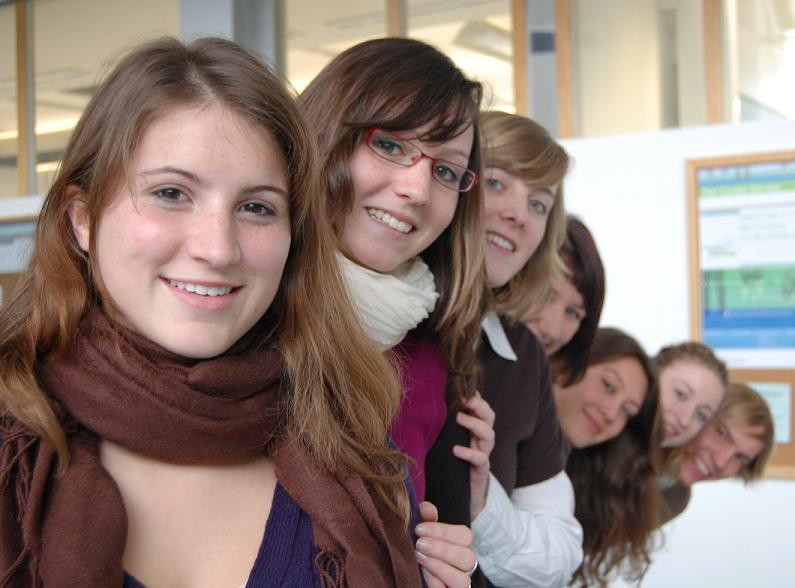
Skupina mladých dívek z tzv. generace Y

Mládež zahrnuje děti ve věku do patnácti let a mladistvé ve věku od patnácti do osmnácti let. Mladí zažívají v tomto období různé kritické situace a jsou citliví a náchylní k negativním vlivům okolí. V tomto kritickém období se formuje jejich osobnost a negativní vlivy (např.: nedostatky v rodině, škole) mohou mít špatný dopad na jejich psychiku. V krizových situacích mladí nevědí jak se chovat, z důvodu nedostatku znalostí, a mají sklony k agresi, která je hlavním obranným systémem jedinců.